# Дискографія Enhypen
Південнокорейський бой-бенд ENHYPEN випустив два студійні альбоми, чотири мініальбоми, шість синглів і вісім саундтреків.

## Альбоми

### Студійні альбоми
| Назва                                                                            | Деталі альбому                                                                              | Пікові позиції у чартах | Пікові позиції у чартах | Пікові позиції у чартах | Пікові позиції у чартах | Пікові позиції у чартах | Пікові позиції у чартах | Пікові позиції у чартах | Пікові позиції у чартах | Пікові позиції у чартах | Пікові позиції у чартах | Продажі                                                            | Сертифікації                        |
| Назва                                                                            | Деталі альбому                                                                              | KOR                     | BEL (FL)                | CAN                     | GER                     | JPN                     | JPN Hot                 | SWI                     | UK                      | US                      | US World                | Продажі                                                            | Сертифікації                        |
| -------------------------------------------------------------------------------- | ------------------------------------------------------------------------------------------- | ----------------------- | ----------------------- | ----------------------- | ----------------------- | ----------------------- | ----------------------- | ----------------------- | ----------------------- | ----------------------- | ----------------------- | ------------------------------------------------------------------ | ----------------------------------- |
| Dimension: Dilemma                                                               | - Реліз: 12 жовтня 2021 - Лейбл: Belift, Genie, Stone - Формат: CD, цифрове завантаження    | 1                       | 13                      | 50                      | 8                       | 1                       | 1                       | 33                      | 81                      | 11                      | 1                       | - Південна Корея: 1,321,441 - Японія: 156,719 (Phy.) - США: 31,000 | - KMCA: Million - RIAJ: Gold (Phy.) |
| Sadame                                                                           | - Реліз: 26 жовтня 2022 - Лейбл: Universal Japan - Формат: CD, CD+DVD, цифрове завантаження | —                       | 114                     | —                       | —                       | 1                       | 1                       | 79                      | —                       | —                       | 5                       | - Японія: 277,261 (Phy.)                                           | - RIAJ: Platinum (Phy.)             |
| «—» релізи, що не потрапили у чарти або не були випущені у відповідних регіонах. |                                                                                             |                         |                         |                         |                         |                         |                         |                         |                         |                         |                         |                                                                    |                                     |

### Перевидання
| Назва             | Деталі                                                                                  | Пікові позиції у чартах | Пікові позиції у чартах | Пікові позиції у чартах | Пікові позиції у чартах | Пікові позиції у чартах | Пікові позиції у чартах | Пікові позиції у чартах | Пікові позиції у чартах | Пікові позиції у чартах | Пікові позиції у чартах | Продажі                                            | Сертифікації                            |
| Назва             | Деталі                                                                                  | KOR                     | BEL (FL)                | CAN                     | FRA                     | GER                     | JPN                     | JPN Hot                 | SWI                     | US                      | US World                | Продажі                                            | Сертифікації                            |
| ----------------- | --------------------------------------------------------------------------------------- | ----------------------- | ----------------------- | ----------------------- | ----------------------- | ----------------------- | ----------------------- | ----------------------- | ----------------------- | ----------------------- | ----------------------- | -------------------------------------------------- | --------------------------------------- |
| Dimension: Answer | - Реліз: 10 січня 2022 - Лейбл: Belift, Genie, Stone - Формат: CD, цифрове завантаження | 1                       | 15                      | 79                      | 17                      | 14                      | 1                       | 1                       | 21                      | 13                      | 1                       | - Південна Корея: 771,239 - Японія: 141,246 (Phy.) | - KMCA: 3× Platinum - RIAJ: Gold (Phy.) |

## Мініальбоми
| Назва                                                                            | Деталі                                                                                      | Пікові позиції у чартах | Пікові позиції у чартах | Пікові позиції у чартах | Пікові позиції у чартах | Пікові позиції у чартах | Пікові позиції у чартах | Пікові позиції у чартах | Пікові позиції у чартах | Пікові позиції у чартах | Пікові позиції у чартах | Продажі                                                                   | Сертифікації                            |
| Назва                                                                            | Деталі                                                                                      | KOR                     | BEL (FL)                | GER                     | HUN                     | JPN                     | JPN Hot                 | POL                     | SWI                     | US                      | US World                | Продажі                                                                   | Сертифікації                            |
| -------------------------------------------------------------------------------- | ------------------------------------------------------------------------------------------- | ----------------------- | ----------------------- | ----------------------- | ----------------------- | ----------------------- | ----------------------- | ----------------------- | ----------------------- | ----------------------- | ----------------------- | ------------------------------------------------------------------------- | --------------------------------------- |
| Border: Day One                                                                  | - Реліз: 30 листопада 2020 - Лейбл: Belift, Genie, Stone - Формат: CD, цифрове завантаження | 2                       | 60                      | 95                      | 29                      | 2                       | 2                       | —                       | 99                      | —                       | 14                      | - Південна Корея: 653,560 - Японія: 124,012 (Phy.) - Японія: 1,290 (Dig.) | - KMCA: 2× Platinum - RIAJ: Gold (Phy.) |
| Border: Carnival                                                                 | - Реліз: 26 квітня 2021 - Лейбл: Belift, Genie, Stone - Формат: CD, цифрове завантаження    | 1                       | 17                      | 26                      | 19                      | 1                       | 1                       | 28                      | 64                      | 18                      | 1                       | - Південна Корея: 862,602 - Японія: 132,502 (Phy.) - США: 20,000          | - KMCA: 3× Platinum - RIAJ: Gold (Phy.) |
| Manifesto: Day 1                                                                 | - Реліз: 4 липня 2022 - Лейбл: Belift, Genie, Stone - Формат: CD, цифрове завантаження      | 2                       | 9                       | 6                       | 5                       | 1                       | 1                       | 8                       | 15                      | 6                       | 1                       | - Південна Корея: 1,579,770 - Японія: 140,361 (Phy.) - США: 173,000       | - KMCA: Million - RIAJ: Gold (Phy.)     |
| Dark Blood                                                                       | - Реліз: 22 травня 2023 - Лейбл: Belift, Genie, Stone - Формат: CD, цифрове завантаження    | В очікуванні            | В очікуванні            | В очікуванні            | В очікуванні            | 1                       | 1                       | В очікуванні            | В очікуванні            | В очікуванні            | 14                      | - Японія: 163,134 (Phy.)                                                  |                                         |
| «—» релізи, що не потрапили у чарти або не були випущені у відповідних регіонах. |                                                                                             |                         |                         |                         |                         |                         |                         |                         |                         |                         |                         |                                                                           |                                         |

## Сингли
| Назва                                                                            | Рік  | Пікові позиції у чартах | Пікові позиції у чартах | Пікові позиції у чартах | Пікові позиції у чартах | Пікові позиції у чартах | Пікові позиції у чартах | Пікові позиції у чартах | Пікові позиції у чартах | Пікові позиції у чартах | Продажі                  | Сертифікації               | Альбом             |
| Назва                                                                            | Рік  | KOR                     | HUN                     | JPN Oricon              | JPN Comb.               | JPN Hot                 | NZ Hot                  | US World                | WW                      | WW Excl. US             | Продажі                  | Сертифікації               | Альбом             |
| -------------------------------------------------------------------------------- | ---- | ----------------------- | ----------------------- | ----------------------- | ----------------------- | ----------------------- | ----------------------- | ----------------------- | ----------------------- | ----------------------- | ------------------------ | -------------------------- | ------------------ |
| «Given-Taken»                                                                    | 2020 | —                       | —                       | 1                       | 1                       | 3                       | —                       | 13                      | —                       | —                       | - Японія: 252,854 (Phy.) | - RIAJ: Platinum (Phy.)    | Border: Day One    |
| «Drunk-Dazed»                                                                    | 2021 | 118                     | 30                      | 1                       | 1                       | 44                      | —                       | 3                       | —                       | 145                     | - Японія: 345,984 (Phy.) | - RIAJ: 2× Platinum (Phy.) | Border: Carnival   |
| «Tamed-Dashed»                                                                   | 2021 | 110                     | —                       | 1                       | 1                       | 1                       | —                       | 11                      | —                       | —                       | - Японія: 345,984 (Phy.) | - RIAJ: 2× Platinum (Phy.) | Dimension: Dilemma |
| «Blessed-Cursed»                                                                 | 2022 | 114                     | —                       | —                       | 21                      | 32                      | —                       | 7                       | —                       | 184                     |                          |                            | Dimension: Answer  |
| «Future Perfect (Pass the Mic)»                                                  | 2022 | 108                     | —                       | —                       | 27                      | 28                      | 38                      | —                       | —                       | —                       |                          |                            | Manifesto: Day 1   |
| «Bite Me»                                                                        | 2023 | В очікуванні            | —                       | —                       | —                       | 12                      | 16                      | 7                       | 140                     | 90                      |                          |                            | Dark Blood         |
| «—» релізи, що не потрапили у чарти або не були випущені у відповідних регіонах. |      |                         |                         |                         |                         |                         |                         |                         |                         |                         |                          |                            |                    |

### Промо-сингли
| Назва             | Рік  | Альбом              |
| ----------------- | ---- | ------------------- |
| «A Kind of Magic» | 2022 | Coke Studio Session |

## Саундтреки
| Назва                                                                            | Рік  | Пікові позиції у чартах | Пікові позиції у чартах | Альбом                                          |
| Назва                                                                            | Рік  | KOR                     | JPN Hot                 | Альбом                                          |
| -------------------------------------------------------------------------------- | ---- | ----------------------- | ----------------------- | ----------------------------------------------- |
| «Forget Me Not»                                                                  | 2021 | —                       | —                       | Re-Main OST (opening theme)                     |
| «Hey Tayo»                                                                       | 2021 | —                       | —                       | Tayo the Little Bus Series                      |
| «Billy Poco»                                                                     | 2021 | —                       | —                       | Tayo the Little Bus Series                      |
| «Always»                                                                         | 2022 | —                       | 4                       | Muchaburi! I Am the President! OST (main theme) |
| «I Need the Light» (구해줘)                                                      | 2022 | —                       | —                       | Mimicus OST                                     |
| «One in a Billion»                                                               | 2022 | —                       | —                       | Вебтун Dark Moon: The Blood Altar               |
| «Make the Change»                                                                | 2022 | —                       | 55                      | Saikou no Obahan Nakajima Haruko 2 OST          |
| «Zero Moment»                                                                    | 2022 | —                       | —                       | Summer Strike OST Part 4                        |
| «—» релізи, що не потрапили у чарти або не були випущені у відповідних регіонах. |      |                         |                         |                                                 |

## Інші пісні у чартах
| Назва                                                                            | Рік  | Пікові позиції у чартах | Пікові позиції у чартах | Пікові позиції у чартах | Пікові позиції у чартах | Пікові позиції у чартах | Пікові позиції у чартах | Пікові позиції у чартах | Пікові позиції у чартах | Пікові позиції у чартах | Пікові позиції у чартах | Альбом            |
| Назва                                                                            | Рік  | KOR Gaon                | KOR Hot                 | IDN Songs               | MLY RIM                 | MLY Songs               | PHL Songs               | SGP RIAS                | SGP Songs               | US World                | VIE Hot                 | Альбом            |
| -------------------------------------------------------------------------------- | ---- | ----------------------- | ----------------------- | ----------------------- | ----------------------- | ----------------------- | ----------------------- | ----------------------- | ----------------------- | ----------------------- | ----------------------- | ----------------- |
| «Let Me In (20 Cube)»                                                            | 2020 | —                       | —                       | —                       | —                       | —                       | —                       | —                       | —                       | 24                      | —                       | Border: Day One   |
| «Flicker»                                                                        | 2020 | —                       | —                       | —                       | —                       | —                       | —                       | —                       | —                       | 25                      | —                       | Border: Day One   |
| «Fever»                                                                          | 2021 | —                       | —                       | —                       | —                       | —                       | —                       | —                       | —                       | 18                      | —                       | Border: Carnival  |
| «Not for Sale»                                                                   | 2021 | —                       | —                       | —                       | —                       | —                       | —                       | —                       | —                       | 21                      | —                       | Border: Carnival  |
| «Polaroid Love»                                                                  | 2022 | 112                     | 82                      | 18                      | 5                       | 10                      | 20                      | 3                       | 7                       | 9                       | 30                      | Dimension: Answer |
| «—» релізи, що не потрапили у чарти або не були випущені у відповідних регіонах. |      |                         |                         |                         |                         |                         |                         |                         |                         |                         |                         |                   |

## Відеографія

### Музичні кліпи
| Назва                                               | Рік  | Режисер(и)                            | Прим.  |
| --------------------------------------------------- | ---- | ------------------------------------- | ------ |
| «Given-Taken»                                       | 2020 | Choi Yong-seok (Lumpens)              | [ 72 ] |
| «Given-Taken (Choreography ver.)»                   | 2020 | Choi Yong-seok (Lumpens)              | [ 73 ] |
| «Let Me In (20 Cube)»                               | 2020 | Jeong Nu-ri (Cosmo)                   | [ 74 ] |
| «Drunk-Dazed»                                       | 2021 | Choi Yong-seok (Lumpens)              | [ 75 ] |
| «Drunk-Dazed (Choreography ver.)»                   | 2021 | Choi Yong-seok (Lumpens)              | [ 76 ] |
| «Fever»                                             | 2021 | Jeong Nu-ri (Cosmo)                   | [ 77 ] |
| «Given-Taken [Japanese Ver.]»                       | 2021 | Mo Seong-won (Digipedi)               | [ 78 ] |
| «Tamed-Dashed»                                      | 2021 | Choi Yong-seok (Lumpens)              | [ 79 ] |
| «Tamed-Dashed (Seaside ver.)»                       | 2021 | Choi Yong-seok (Lumpens)              | [ 80 ] |
| «Blessed-Cursed»                                    | 2022 | Choi Yong-seok (Lumpens)              | [ 81 ] |
| «Blessed-Cursed (Choreography ver.)»                | 2022 | Choi Yong-seok (Lumpens)              | [ 82 ] |
| «Tamed-Dashed [Japanese Ver.]»                      | 2022 | Chung Kiyoul, Mo Seong-won (Digipedi) | [ 83 ] |
| «Future Perfect (Pass the MIC)»                     | 2022 | Choi Yong-seok (Lumpens)              | [ 84 ] |
| «Future Perfect (Pass the MIC) (Choreography ver.)» | 2022 | Choi Yong-seok (Lumpens)              | [ 85 ] |
| «ParadoXXX Invasion»                                | 2022 | Kwon Yong-soo (Studio Saccharin)      | [ 86 ] |
| «One In A Billion»                                  | 2022 | Park Minseon (Studio Lico), OWLBOX    | [ 87 ] |
| «Future Perfect (Pass the MIC) [Japanese Ver.]»     | 2022 | Kwon Yong-soo (Studio Saccharin)      | [ 88 ] |
| «Bite Me»                                           | 2023 | Mingyu Song (LOVEANDMONEY)            | [ 89 ] |

### Інші відео
| Назва                   | Рік  | Режисер(и)                                    | Прим.  |
| ----------------------- | ---- | --------------------------------------------- | ------ |
| «Intro: Walk the Line»  | 2020 | Geeeembo                                      | [ 90 ] |
| «Outro: Cross the Line» | 2021 | Geeeembo, Kim Rae Hyun                        | [ 91 ] |
| «Intro: The Invitation» | 2021 | Geeeembo, Strtsphr                            | [ 92 ] |
| «Outro: The Wormhole»   | 2021 | Geeeembo, Strtsphr                            | [ 93 ] |
| «Intro: Whiteout»       | 2021 | Geeeembo, Strtsphr                            | [ 94 ] |
| «Interlude: Question»   | 2021 | Geeeembo, Strtsphr                            | [ 95 ] |
| «Outro: Day 2»          | 2022 | Geeeembo, Strtsphr, Hayoung yoon, Jungsoo kim | [ 96 ] |
| «W̶A̶L̶K̶ ̶T̶H̶E̶ ̶L̶I̶N̶E̶»         | 2022 | Geeeembo, Hakyun, Strtsphr                    | [ 97 ] |
| «Foreshadow»            | 2022 | Geeeembo, Hakyun, Strtsphr                    | [ 98 ] |

### DVD
| Назва                                   | Деталі альбому | Пікові позиції у чартах | Продажі          |
| Назва                                   | Деталі альбому | JPN                     | Продажі          |
| --------------------------------------- | --- | ----------------------- | ---------------- |
| Enhypen 2021 Season's Greetings         | - Реліз: 15 січня 2021 - Лейбл: Play Company Corp. - Формат: DVD + Фотобук                                              | 1                       | - Японія: 12,758 |
| 2021 Enhypen Fanmeeting [En-Connect]    | - Реліз: 16 липня 2021 - Лейбл: Belift - Формат: DVD + Фотобук                                                          | 3                       | - Японія: 8,671  |
| Enhypen 2022 Season's Greetings         | - Реліз: December 20, 2021 - Лейбл: Hybe, Play Company Corp. - Формат: Digital video (accessible via Weverse) + Фотобук | —                       | —                |
| PIECES OF MEMORIES and Memories: STEP 1 | - Реліз: 3 березня 2022 - Лейбл: Play Company Corp. - Формат: DVD + Фотобук                                             | 1                       | - Японія: 15,628 |

## Нотатки
1. 1 2 3 4 5  Японські версії «Given-Taken» та «Let Me In (20 Cube)», разом з «Forget Me Not», були зібрані у один реліз як потрійний сингл під назвою Border: Hakanai, який вийшов у Японії 6 липня 2021[50].
2. ↑  Сингл «Given-Taken» не потрапив у Gaon Digital Chart, але посів 79 місце у Gaon Download Chart[51].
3. 1 2 3 4 5  Японські версії «Tamed-Dashed» та «Drunk-Dazed», а також пісня «Always», були зібрані у один реліз як потрійний сингл під назвою Dimension: Senkō, який вийшов у Японії 3 травня 2022[56].
4. ↑  Пісні «Drunk-Dazed» та «Tamed-Dashed» також посіли 38 та 28, відповідно.
5. ↑  Сингл «I Need the Light» не потрапив у Circle Digital Chart, але посів 194 місце у Download Chart[58].
6. ↑  Сингл «One in a Billion» не потрапив у Circle Digital Chart, але посів 193 місце у Download Chart[59].
7. ↑  Вказані як Enhypen, але у записі брали участь тільки Хісин, Джей та Джейк[60].
8. 1 2 3 4  Чарт Billboard Hits of the World був започаткований 19 лютого 2022[66].
9. ↑  Сингл «Fever» не потрапив у Gaon Digital Chart, але посів 72 місце у Gaon Download Chart[71].
10. ↑  Сингл «Not for Sale» не потрапив у Gaon Digital Chart, але посів 104 місце у Gaon Download Chart[71].